# Omar El Borolossy
Omar El Borolossy, né le 11 octobre 1975 à Gizeh, est un joueur professionnel de squash représentant l'Égypte. Il atteint, en juin 2001, la 14e place mondiale sur le circuit international, son meilleur classement. Il est champion du monde par équipes en 1999 au Caire. Il est marié avec la joueuse de squash Salma Shabana, sœur du quadruple champion du monde Amr Shabana, avec qui il a trois enfants.

## Biographie
En juin 2005, il fonde la Elborolossy Squash Academy, qui se concentre sur la promotion des talents et la supervision des meilleurs joueurs égyptiens tels que Karim Darwish et Raneem El Weleily. Il dirige l'Académie avec son épouse Salma. À partir du 1er novembre 2013, il est entraîneur national des équipes nationales égyptiennes hommes, femmes et juniors. Il succède à Amir Wagih, avec qui Elborolossy devient champion du monde par équipes en 1999. En 2015, il est remplacé par son beau-frère Amr Shabana, autre champion du monde par équipes 1999.
Parallèlement à sa carrière de squash, Omar Elborolossy obtient un diplôme d'ingénieur civil à l'Université américaine du Caire en 2000.

## Palmarès

### Titres
- Heliopolis Open : 2000
- Open de Macao : 2000
- Championnats du monde par équipes : 1999

### Finales
- Heliopolis Open : 1994
- Championnats du monde junior : 1994